# King Memphis
King Memphis är ett amerikanskt rockabillyband från Portland, Maine som består av Kris Eckhardt (sång och gitarr), Matthew Robbins (gitarr och sång),  Kris Day (ståbas) och Dave Ragsdale (tog över äfter Gary Burton) (trummor). 

## Diskografi
Album
- Action! Action! Action! (2000)
- The Astonishing (2003)
- Ridin' with the King (2010) [2]